# متلألئة خادعة
متلألئة خادعة (الاسم العلمي:Luzula fallax) هي نوع من النباتات تتبع جنس المتلألئة من الفصيلة الأسلية.